# Aristide Pontenani
Aristide Pontenani – szermierz, szablista reprezentujący Włochy, uczestnik letnich igrzysk olimpijskich w 1912 roku.